# Amebíase
Amebíase ou disenteria amébica é uma infeção causada por qualquer um dos parasitas ameboides do género Entamoeba. Os sintomas são mais comuns em infeções por Entamoeba histolytica. A doença pode não manifestar sintomas ou os sintomas podem ser ligeiros ou graves. Os sintomas mais comuns são dores abdominais, diarreia e Diarreia com sangue. Entre as possíveis complicações estão inflamação e ulceração do cólon com necrose dos tecidos ou perfuração gastrointestinal, o que pode resultar em peritonite. As pessoas afetadas podem desenvolver anemia devido à perda de sangue.
Os cistos de Entamoeba são capazes de sobreviver até um mês no solo ou até 45 minutos sob as unhas. A invasão do revestimento do intestino faz com que a diarreia seja acompanhada de sangue. Se o parasita chega à corrente sanguínea, pode-se espalhar por todo o corpo e frequentemente instala-se no fígado, onde pode causar abcessos amebianos. Estes abcessos no fígado podem ocorrer mesmo sem que tenha havido diarreia. O diagnóstico é geralmente realizado com um exame das fezes ao microscópio, embora seja difícil distinguir os tipos específicos das bactérias envolvidas. Nos casos mais graves pode ocorrer aumento do número de glóbulos brancos. O exame mais preciso consiste em detectar a presença de anticorpos no sangue, embora possa continuar a apresentar resultados positivos após o tratamento. A colite bacteriana manifesta sintomas semalhantes à amebíase.
semelhantes  vacina contra cólera. A prevenção da amebíase consiste na melhoria das condições de saneamento, principalmente separar a água e alimentos das fezes. Existem duas opções de tratamento, dependendo da localização da infeção. A amebíase nos tecidos é tratada com metronidazol, tinidazol, nitazoxanida, desidroemetina ou cloroquina, enquanto a infeção nos intestinos é tratada com furoato de diloxanida ou diiodohidroxiquinoleína. O tratamento eficaz de todos os estádios da doença pode necessitar de uma associação entre medicamentos. As infeções sem sintomas não necessitam de tratamento. No entanto, uma vez que as pessoas afetadas podem transmitir o parasita, o tratamento pode ser considerado. Não é necessário tratamento para infeções por outros Entamoeba para além do E. histolytica.
Embora a amebíase esteja presente em todo o mundo, a maior parte dos casos ocorre nos países em vias de desenvolvimento. Cerca de 480 milhões de pessoas encontram-se infetadas com amebíase, que todos os anos é a causa de 40 000–110 000 mortes. Atualmente suspeita-se que a maior parte das infeções sejam causadas por E. dispar. A E. dispar é mais comum em determinadas regiões e é possível que os casos assintomáticos sejam menos comuns do que anteriormente se assumia. O primeiro caso de amebíase a ser documentado aconteceu em 1875. Em 1891, a doença foi descrita em detalhe, tendo então surgido os termos disenteria amébica e abcesso hepático amebiano. Em 1913, evidências obtidas nas Filipinas permitiram concluir que a doença era adquirida ao ingerir cistos de E. histolytica